# Amaral (futbolista)
João Justino Amaral dos Santos, más conocido como Amaral (Campinas, Estado de São Paulo, 25 de diciembre de 1954 - São Paulo, 31 de mayo de 2024) fue un futbolista brasileño. Defensa central titular de la Selección de Brasil en la Copa del Mundo de 1978 realizada en Argentina. Es considerado como uno de los mejores zagueros centrales en la historia deportiva del Guaraní.

## Carrera deportiva
Durante su carrera jugó para el Guarani Futebol Clube (1971-1978), el Sport Club Corinthians Paulista (1978-1981), el Santos Futebol Clube (1981-1982), y a su viaje a México con los Leones Negros de la Universidad de Guadalajara (1981-1985). 
Ganó un Campeonato Paulista (1979) Fue llamado 41 veces a la Selección de fútbol de Brasil, de agosto de 1975 a junio de 1980, y con ella ganó el Bicentennial Tournament en 1976 y participó en la Copa Mundial de Fútbol de 1978.
Su dilatada carrera en la selección brasileña estuvo marcada por un momento muy importante en el Mundial de 1978, en el partido contra España, Brasil corría el riesgo de no clasificarse para la segunda fase si caía derrotada. [ 8 ] En un ataque español, el portero Leão acabó siendo derrotado. Amaral, con gran visión de juego, se plantó en la línea de gol. El balón lo pateó la selección española y el defensa impidió el gol derecho. Pero el rebote fue español y se hizo un nuevo intento. Pero Amaral volvió a estar ahí para despejar la línea y entregar el balón a las manos de Leão [ 13 ] El partido terminó sin goles.
Con el Corinthians, hizo historia al ganar el Paulistão de 1979, formando el llamado "muro negro" junto al portero Jairo, el lateral derecho Zé Maria, el defensa Mauro, el lateral izquierdo Wladimir y el centrocampista Caçapava, todos jugadores negros. Obstaculizado por una lesión en la rodilla derecha, tuvo que someterse a una operación para extirpar los meniscos y después de la cirugía perdió su producción. Para Timão se jugaron 133 partidos y se marcó un gol. 

## Muerte
Falleció a consecuencia de un cáncer, el 31 de mayo de 2024, a los 69 años.